# Бржезицький Франц Карлович
Франц Карлович Бржезицький (нар. 4 вересня 1924, м. Житомир, УРСР — 4 серпня 2017, м. Житомир, Україна) — в'язень концтабору Майданек, учасник Другої світової війни.

## Біографія
Народився 4 вересня 1924 року у місті Житомирі (місцина Мальованка) в польській робітничій сім'ї. Дитиною пережив голод 33-го, у 1938 року втратив родину (батька, матір і сестер): батька розстріляли, а матір заслали до Сибіру. Рятуючись від дитячого будинку, втік та переховувався. Пізніше друзі батька допомогли влаштуватися на роботу до пекарні.
Під час окупації Житомира гітлерівцями, разом з друзями створив підпільну молодіжну антифашистську організацію, яка згодом приєдналась до Житомирського комуністичного підпілля на чолі з Г. І. Шелушковим. У Житомирі була розквартирована словацька дивізія, яка охороняла мости і військові склади та не брала участі у каральних операціях. Франц потоваришував зі словаками, зв'язав їх з підпіллям. Наприкінці 1942 року гестапо заарештувало юнака. На допитах він нікого не виказав, хоч знав усе керівництво. Його кинули у камеру смертників, проте замінили страту на концтабір Майданек (Польща).
У складі житомирського етапу Ф. Бржезицький прибув до Майданека 13 лютого 1943 року (після війни лише семеро з 1240 в'язнів цього етапу вижили і повернулися у Житомир). У Майданеку пробув більше року, кілька разів дивом уникав смерті. У квітні 1944 року був переведений у Гросс-Розен (Німеччина), а звідти до табору Ляйтмеріц (Чехія).
Разом з іншими в'язнями, Ф. Бржезицький був звільнений радянськими військами 8 травня 1945 року. Його призвали до лав радянської армії, де у складі запасного полку він перебував у Дрездені, а потім — Ковелі. Після війни був заарештований СМЕРШем, та йому вдалося втекти. Нелегально жив 4 роки у Житомирі, а у 1950 році знову був заарештований і без суду відправлений на  10 років в Омський табір для політв'язнів, де перебував 5 років. Тільки  після смерті Сталіна у 1955 році був звільнений та реабілітований.
Повернувшись до Житомира, працював будівельником, як дід і батько, до виходу на пенсію очолював будівельно-монтажну бригаду, користувався заслуженим авторитетом.

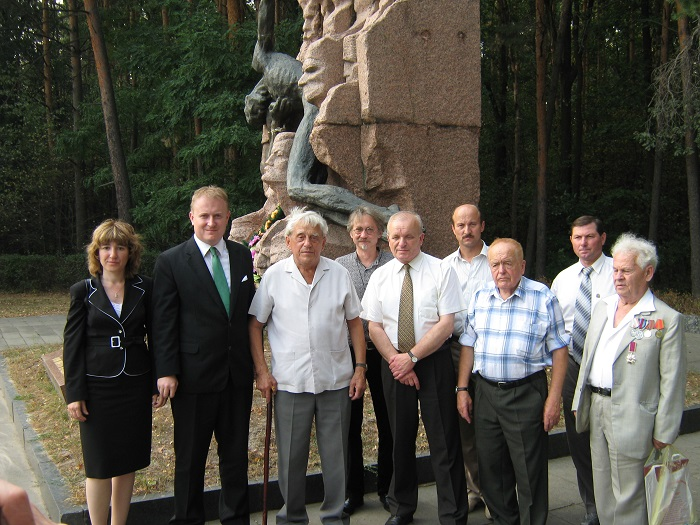
Пан Франц (третій зліва) з членами ветеранської організації

«Пан Францішек», як його називають у Польщі, виконав свою клятву: у 2002 р. привіз капсулу з прахом жертв Майданека в Житомир. У День скорботи, 22 червня, її було закладено в підніжжя Пам'ятника жертвам фашизму на Богунії, де під час німецької окупації був табір радянських військовополонених Stalag 358. На урочистому мітингу Ф. Бржезицький сказав: «Тепер їх душі заспокояться». За його словами, він жив для того, щоб ніколи не повторився Майданек.
Під час своїх зустрічей з молоддю Франц Карлович гірко жартував: «Я закінчив дві академії: в одній ректором був Гітлер, у другій — Сталін». Він багато розповідав про перебування в гестапо, у Майданеку, в омському таборі. І кожного разу ці жахіття знову проходили крізь його серце. Він також згадував про мужніх і чесних людей, яких зустрічав на своєму життєвому шляху. Серед них словак Ян Налепка, який посмертно був удостоєний звання Героя Радянського Союзу.
Ф. Бржезицький активно співпрацював з Польський дім у Житомирі, Студентським польським клубом. Близько 20 років був членом Товариства ветеранів війська польського Житомирщини.

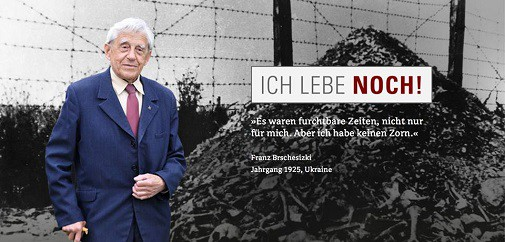
У центрі міста Берлін була встановлена світлина Франца Карловича із написом — Я ще живий!

Помер Ф. Бржезицький 4 серпня 2017 року в Житомирі. Похований на Корбутівському кладовищі, поруч з дружиною.

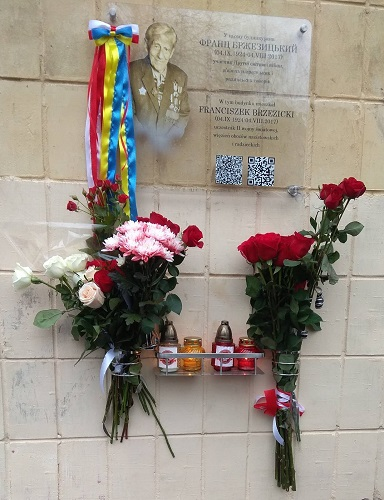
Таблиця пам'яті Франца Бржезицького

30 листопада 2019 року відбулося відкриття меморіальної дошки Францу Карловичу Бржезицькому. Ініціатором відкриття дошки виступила обласна громадська організація «Студентський польський клуб» у Житомирі за підтримки Фонду «Допомога полякам на сході».

## Нагороди та вшанування
Ф. Бржезицький був відзначений вищими урядовими нагородами Польщі, серед яких:
- «Ветеранський хрест» («Ветеран боротьби за незалежність Республіки Польща»);
- золота медаль «Мужність і звитяга»;
- «Хрест засланця Сибіру»;
- пам'ятна медаль «Pro memoria».

Україна нагородила:
- орден «За мужність» ІІІ ступеня;
- знак «Партизан України»,
- ювілейна медаль «50-річчя Перемоги».

Згадка про Ф. Бржезицького є в експозиції музею Майданека, а також у книзі «Майданек» колишнього в'язня цього табору Йозефа Маршалека. У 2011 році житомирський журналіст Олександр Гуцалюк видав книгу про його життя «Остання війна». У грудні 2015 року канцлер Німеччини Ангела Меркель особисто запросила Ф. Бржезицького у Берлін, де в центрі міста була встановлена велика світлина Франца Карловича із написом: «Я ще живий!», а у його рідному місті Житомирі — стенд «Жива легенда».

## Галерея

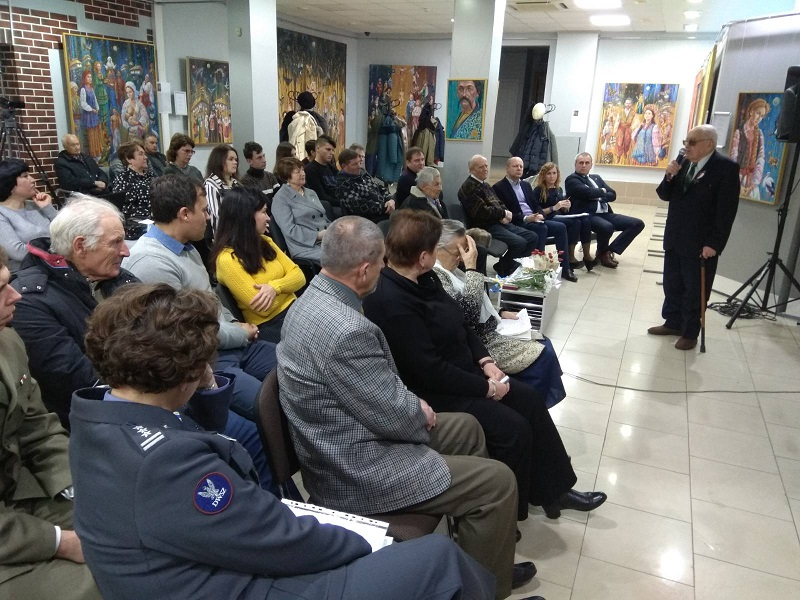
Вечір пам’яті пана Франца Бржезицького. Виступ голови ветеранської організації Зигмунта Венгловського
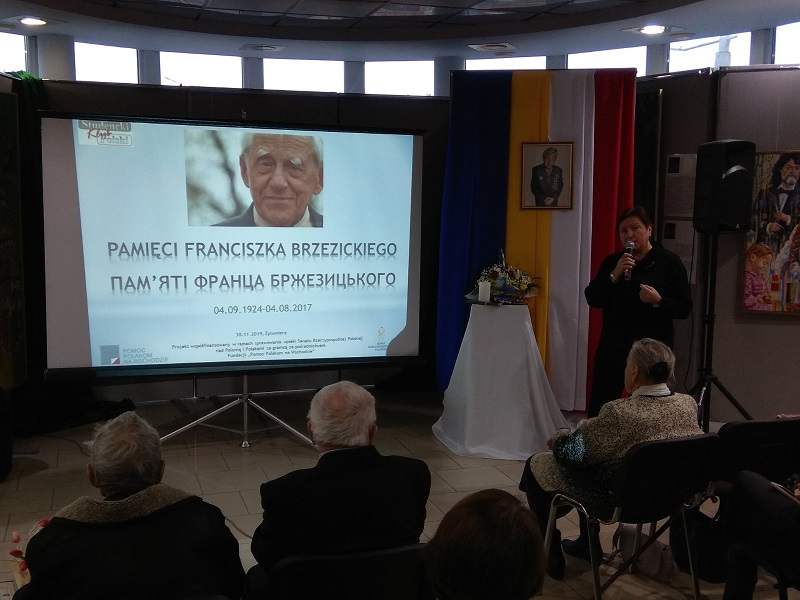
Вечір пам’яті пана Франца Бржезицького
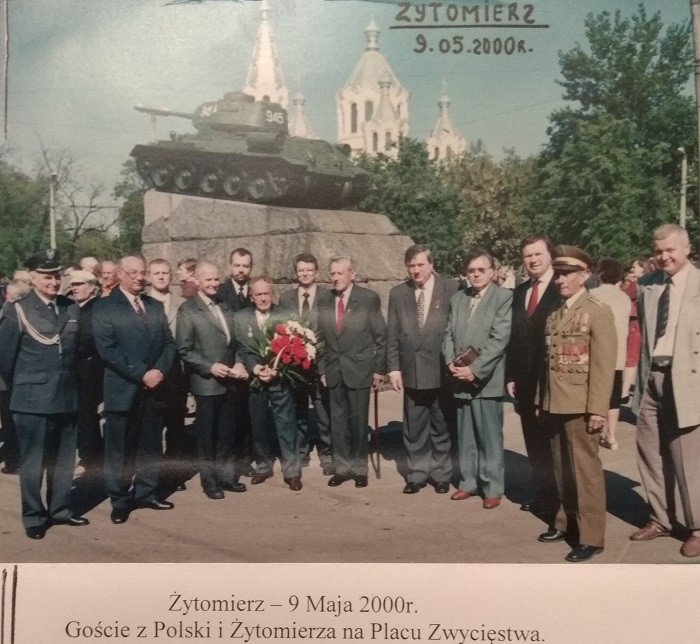
Приїзд у Житомир керівника Управління у справах ветеранів уряду РП - міністра Я. Тейлора
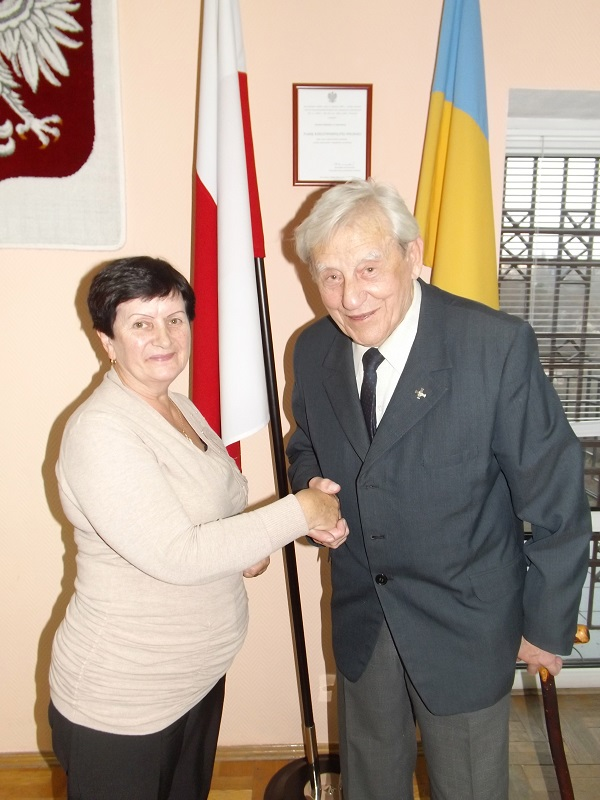
Під час зустрічі у Польському домі у Житомирі